# سیارک ۲۰۷۸۰
سیارک ۲۰۷۸۰ (به انگلیسی: 20780 Chanyikhei، نامگذاری:2000RO11) بیست هزار و هفتصد و هشتادمین سیارک کشف شده‌است که در ۱ سپتامبر ۲۰۰۰ کشف شد.
قدر مطلق سیارک برابر ۱۵.۵ است.